# Володимир Бурмакін
Володимир Бурмакін (рос. Владимир Бурмакин; нар. 6 червня 1967) – російський шахіст, гросмейстер від 1994 року.

## Шахова кар'єра
Одного з перших успіхів досягнув у 1991 році, поділивши 3-тє місце на турнірі за круговою системою в Белграді. 1994 року поділив 3-6-те місце (позаду Петра Свідлера і Михайла Улибіна, разом з Василем Ємеліним, Сергієм Рублевським і Сергієм Іоновим) у розіграному за швейцарською системою фіналі чемпіонату Росії.
На своєму рахунку має багато успіхів у відкритих міжнародних турнірах. До них належать перемоги або поділі 1-го місця, зокрема, в таких містах, як:
- Сегед (1993),
- Балатонберень (1993),
- Верфен – двічі (1993, разом з Володимиром Лазарєвим, Ігорем Лемпертом, Йозефом Клінгером i Олегом Корнєєвим, а також 1996, разом з Володимиром Маланюком),
- Москва (1994, разом з євгеном Наєром),
- Грац – чотири рази (1994, разом зі Зденко Кожулом, Ільдаром Ібрагімовим, Георгієм Тимошенком i Георгом Мором; 1997, разом з В'ячеславом Ейнгорном i Костянтином Лернером; 2001, одноосібно; 2003, разом із, зокрема, Робертом Рабігою, Сергієм Кривошеєю i Томашом Полаком),
- Санкт-Петербург (1995, меморіал Михайла Чигоріна),
- Каппель-ла-Гранд (1997, разом з Володимиром Бакланом, Любомиром Фтачником, Жаном-Марком Дегревом Олексієм Вижманавіним, Ентоні Майлсом, Рустамом Касимджановим, Юрієм Круппою, Марком Гебденом i дарюсом Ружеле),
- Пула (1999, разом з Володимиром Тукмаковим, Душко Павасовичем i Володимиром Маланюком),
- Зефельд (2000),
- Женева (2002, разом з Ігорем Хенкіним i Семеном Двойрісом),
- Пардубице (2002, разом з Петером Ачем, Владиславом Боровиковим, Дмитром Яковенком, Валерієм Невєровим, Збінеком Грачеком та Ернесто Інаркієвим),
- Цюрих (2002, разом з Янніком Пеллетьє i Даніелем Фрідманом),
- Каппель-ла-Гранд (2003, разом з Філіппом Шлоссером, Яковом Геллером, Дмитром Бочаровим, Євгеном Мірошниченком, Олександром Арещенком i Едуардасом Розенталісом),
- Дайцизау (2003, разом із, зокрема, Володимиром Єпішиним, Левоном Ароняном, Костянтином Ландою i Лівіу-Дітером Нісіпяну),
- Оберварт (2003, разом з Мілошом Павловичем, Андрієм Шаріяздановим, Семеном двойрісом i Ференцом Беркешом),
- Порто-Сан-Джорджо – двічі (2003, разом з Борисом Чаталбашевим, Александиром Делчевим та Ігорем Глеком, а також 2006, разом з Іваном Фараго i Ненадом Ферчецєм),
- Санкт-Петербург (2003, разом з Дмитром Бочаровим),
- Швебіш-Гмюнд – чотири рази (2004, разом з Володимиром Бакланом, Михайлом Голубєвим, Едвінсом Кеньгісом i Алоїзасом Квейнісом; 2005, разом з Вієстурсом Меєрсом, Нормудсом Мієзісом, Гергардом Шеблером i Сергієм Федорчуком; 2006, разом з Венціславом Інкьовим, В'ячеславом Іконніковим i Фалько Біндріхом, а також 2007, разом з Сергієм Калінічевим, Вієстурсом Меєрсом i Йопом Делемарре),
- Бад-Верісгофен – тричі (2004, разом з Алоїзасом Квейнісом; 2006, разом з В'ячеславом Іконніковим, а також 2008, разом з Юрієм Дроздовським, Владіміром Георгієвим, Едуардасом Розенталісом, Генріком Теске i Владиславом Боровиковим),
- Бенаске (2004, разом з Артуром Коганом, Збінеком Грачеком, Лазаро Брузоном, Майклом Оратовські i Павлом Ельяновим),
- Шварцах (2005, разом з Томасом Лютером i Андрієм Щекачовим),
- Дос-Ерманас (2006, разом з Флоріаном Гандке)[2],
- Ле-Туке (2006, разом з Володимиром Єпішиним i Маріаном Петровим),
- Бетюн – двічі (2006, разом з Ервіном Л'Амі, а також 2007, разом з Жаном-Марком Дегревом i Сергієм Федорчуком),
- Сіджас (2007, разом з Віктором Москаленком i Збігнєвом Паклезою),
- Братто – двічі (2007, разом з Мішо Цебало, а також 2008, разом з Карлосом Матаморосом Франко i Сергієм Тівяковим),
- Альбасете (2007, разом із, зокрема, Кареном Мовсесяном i Ольденом Ернандесом Карменатесом),
- Бенідорм (2008, разом з Борисом Аврухом, Стюартом Гаслінгером i Едуардо Іттурізагою).

Найвищий рейтинг Ело в кар'єрі мав станом на 1 липня 2009 року, досягнувши 2627 очок займав тоді 29-те місце серед російських шахістів.